# Chissenefrega (in discoteca)
Chissenefrega (in discoteca) è un singolo del gruppo musicale italiano Club Dogo, pubblicato il 6 maggio 2012 come secondo estratto dal sesto album in studio Noi siamo il club.

## Tracce
1. Chissenefrega (in discoteca) – 3:18

## Classifiche
| Classifica (2012) | Posizione massima |
| ----------------- | ----------------- |
| Italia            | 29                |